# États-Unis aux Jeux olympiques de 1908
Les États-Unis participe aux Jeux olympiques de 1908 à Londres au Royaume-Uni. 122 athlètes américains ont participé à 52 compétitions dans 10 sports. Ils y ont obtenu 47 médailles : 23 d'or, 12 d'argent et 12 de bronze.

## Bilan global
| Sport        | Médaille d'or, Jeux olympiques | Médaille d'argent, Jeux olympiques | Médaille de bronze, Jeux olympiques | Total |
| Athlétisme   | 16                             | 10                                 | 8                                   | 34    |
| Jeu de paume | 1                              | 0                                  | 0                                   | 1     |
| Lutte        | 2                              | 0                                  | 0                                   | 2     |
| Natation     | 1                              | 0                                  | 1                                   | 2     |
| Plongeon     | 0                              | 0                                  | 1                                   | 1     |
| Tir          | 3                              | 2                                  | 1                                   | 6     |
| Tir à l'arc  | 0                              | 0                                  | 1                                   | 1     |
|              | 23                             | 12                                 | 12                                  | 47    |

## Liste des médaillés

### Médailles d'or
| Sport                                  | Discipline | Sportifs     |
| Médailles d’or 23                      | |              |
| Athlétisme                             | |              |
| 800 m                                  | Mel Sheppard |              |
| 1 500 m                                | Mel Sheppard |              |
| Marathon                               | John Hayes |              |
| 110 m haies                            | Forrest Smithson |              |
| 400 m haies                            | Charles Bacon |              |
| Relais olympique                       | William F. Hamilton, Nate Cartmell John Taylor, Mel Sheppard                                                               |              |
| Saut en longueur                       | Frank Irons |              |
| Saut en hauteur                        | Harry Porter |              |
| Saut à la perche*                      | Edward Cook |              |
| Saut à la perche*                      | Alfred Gilbert |              |
| Saut en longueur sans élan             | Ray Ewry |              |
| Saut en hauteur sans élan              | Ray Ewry |              |
| Lancer du poids                        | Ralph Rose |              |
| Lancer du disque                       | Martin Sheridan |              |
| Lancer du marteau                      | John Flanagan |              |
| Lancer du disque style grec            | Martin Sheridan |              |
| Lutte                                  | |              |
| Lutte libre poids coqs                 | George Mehnert |              |
| Lutte libre poids plume                | George Dole |              |
| Jeu de paume                           | Individuel hommes | Jay Gould II |
| Natation                               | |              |
| 100 mètres nage libre                  | Charles Daniels |              |
| Tir                                    | |              |
| 50y pistolet d'ordonnance, par équipes | Irving Romaro Calkins, James Edward Gorman Charles Sumner Axtell                                                           |              |
| 100 m tir au cerf courant coup double  | Walter Winans |              |
| Rifle par équipes                      | William F. Leushner, William Martin Charles B. Winder, Kellog Kennon Venable Casey Albert Eastman, Charles Summer Benedict |              |

- Deux médailles d'or ont été attribuées conjointement au saut à la perche.

### Médailles d'argent
| Sport                          | Discipline                                                        | Sportifs |
| Médailles d’argent 12          |                                                                   |          |
| Athlétisme                     |                                                                   |          |
| 100 m                          | James Rector                                                      |          |
| 200 m                          | Robert Cloughen                                                   |          |
| 3 miles par équipes            | George Bonhag, John Eisele, Herbert Trube Gayle Dull, Harvey Cohn |          |
| 110 m haies                    | John Garrels                                                      |          |
| 400 m haies                    | Harry Hillman                                                     |          |
| Saut en longueur               | Daniel Kelly                                                      |          |
| Saut en hauteur sans élan      | John Biller                                                       |          |
| Lancer du disque               | Merritt Giffin                                                    |          |
| Lancer du marteau              | Matthew McGrath                                                   |          |
| Lancer du disque style grec    | Marquis Horr                                                      |          |
| Tir                            |                                                                   |          |
| 300 m rifle libre, 3 positions | Harry E. Simon                                                    |          |
| 1000 y rifle libre, couché     | Kellog Kennon Venable Casey                                       |          |

### Médailles de bronze
| Sport                                   | Discipline                                             | Sportifs |
| Médailles de bronze 12                  |                                                        |          |
| Athlétisme                              |                                                        |          |
| 200 m                                   | Nate Cartmell                                          |          |
| Marathon                                | Joseph Forshaw                                         |          |
| 110 m haies                             | Arthur Shaw                                            |          |
| 3 200 m steeple                         | John Eisele                                            |          |
| Saut à la perche                        | Charles Jacobs                                         |          |
| Saut en longueur sans élan              | Martin Sheridan                                        |          |
| Lancer du poids                         | John Garrels                                           |          |
| Lancer du disque                        | Marquis Horr                                           |          |
| Natation                                |                                                        |          |
| 4 × 200 m nage libre                    | Harry Hebner, Leo Goodwin Charles Daniels, Leslie Rich |          |
| Plongeon                                |                                                        |          |
| Tremplin à 3 mètres                     | George Gaidzik                                         |          |
| Tir                                     |                                                        |          |
| 50 m pistolet,60 coups                  | James Edward Gorman                                    |          |
| Tir à l’arc                             |                                                        |          |
| Double York round (100 - 80 - 60 yards) | Henry Barber Richardson                                |          |